# Rola semantyczna
Rola semantyczna – element struktury semantycznej wypowiedzenia. Rola semantyczna wyraża funkcję, jaką w rzeczywistości pozajęzykowej pełni desygnat wyrazu. Role agensa, patiensa czy narzędzia wyznacza predykat. Role semantyczne są niezależne od funkcji składniowych wyrazów, np. patiens może być dopełnieniem zdania w stronie czynnej, a podmiotem w stronie biernej.  Zarówno zestaw ról semantycznych, jak i przypisanie roli semantycznej konkretnemu argumentowi jest przedmiotem kontrowersji w językoznawstwie. Następujące role są przyjmowane przez większość językoznawców (w nawiasie podano terminy angielskie, ponieważ terminologia polskojęzyczna nie jest do końca ustabilizowana):
- agens (Agent): Chłopiec rozbił szybę.
- patiens (Patient): Chłopiec rozbił szybę.
- odbiorca (Recipient): Mama dała chłopcu ciastko.
- doświadczający (Experiencer): Mama usłyszała melodię.
- beneficient (Benefactive): Mama kupiła córce bluzkę.
- narzędzie (Instrument): Chłopiec rozbił szybę kamieniem.
- cel (Goal): Mama położyła talerz na stole.

Do rozwoju koncepcji roli semantycznej walnie przyczynił się Charles J. Fillmore pracą The Case for Case.